# 박다효
박다효는 대한민국 KBS의 현직 라디오 기상캐스터이다.

## 학력
- 성균관대학교 프랑스어 문학, 경영학 학사

## 경력
- KBS 라디오 기상캐스터

## 방송

### 라디오
- KBS 제1라디오 매시 58분 날씨